# 红毛玉叶金花
红毛玉叶金花（学名：Mussaenda hossei）为茜草科玉叶金花属下的一个种。